# وایتون، لینکلن‌شر شمالی
وایتون (به انگلیسی: Whitton) یک روستا و محله مدنی در بریتانیا است که در North Lincolnshire واقع شده‌است. وایتون ۲۱۲ نفر جمعیت دارد.